# Silenoz

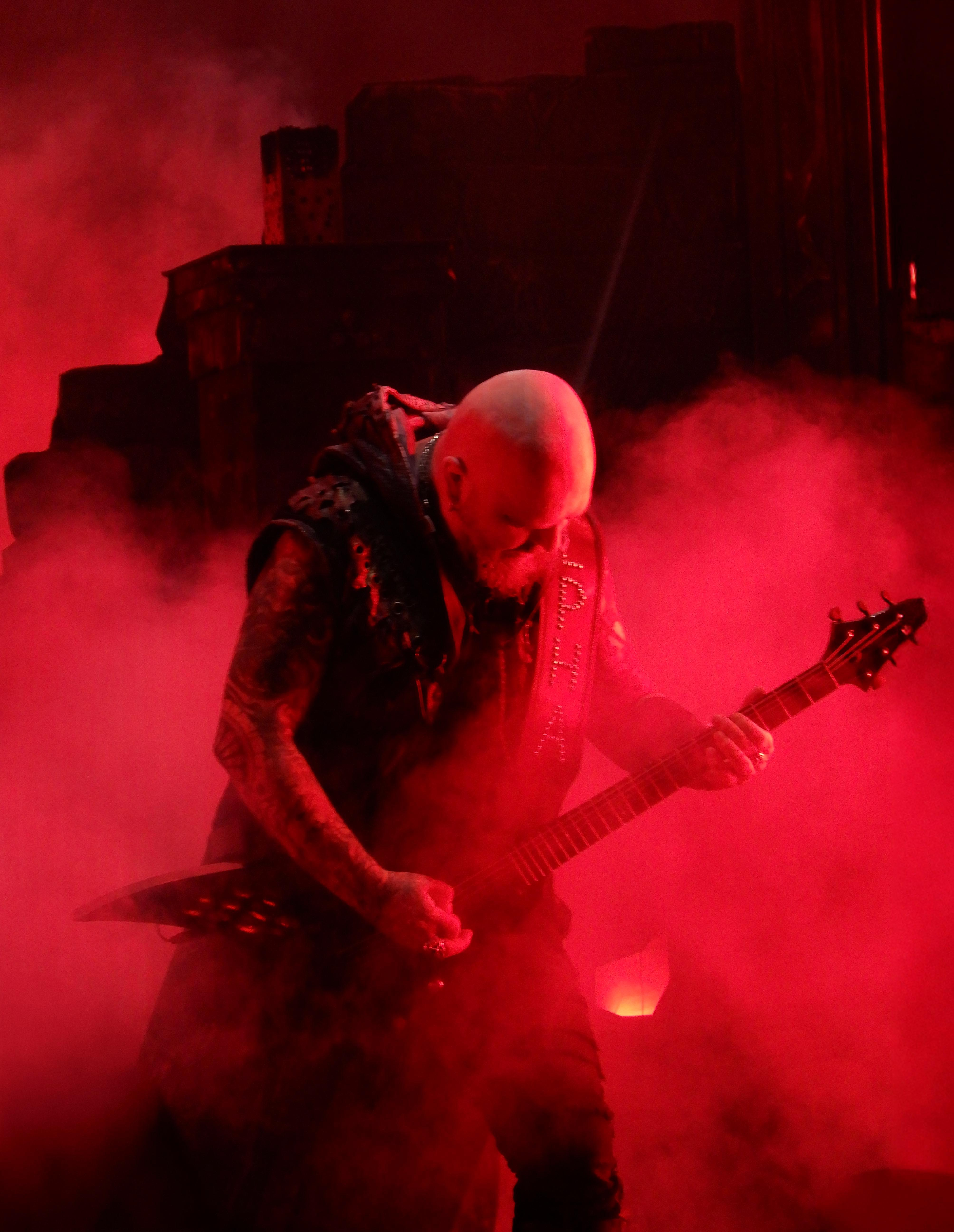
Silenoz au Motocultor 2025.

Silenoz (son vrai nom est : Sven Atle Kopperud), né le 1er mars 1977, est un guitariste norvégien. C'est l'un des deux guitaristes du groupe de black metal symphonique norvégien Dimmu Borgir (c'est le guitariste rythmique du groupe). C'est également le seul membre à être resté dans le groupe de ses débuts jusqu'à aujourd'hui avec le chanteur, Shagrath. Silenoz est également le principal compositeur des chansons de Dimmu Borgir.
Il a aussi joué dans le groupe de thrash metal norvégien Nocturnal Breed, toujours en tant que guitariste rythmique.